# آي سيتل دبليو (لغة برمجة)
آي سيتل دبليو (ISETLW) اختصار لـ (Interactive SET Language for Windows) هي لغة سيتل التفاعلية لويندوز وهي البديل لآي سيتل.